# Le Chay
Le Chay település Franciaországban, Charente-Maritime megyében. Lakosainak száma 836 fő (2022. január 1.). Le Chay Corme-Écluse, Médis, Saint-Romain-de-Benet, Saujon és Semussac községekkel határos.

## Népesség
A település népességének változása:
| Lakosok száma | 387  | 450  | 529  | 700  | 759  | 763  | 767  | 778  | 798  | 836  |
|               | 1968 | 1982 | 1990 | 2006 | 2013 | 2015 | 2017 | 2019 | 2020 | 2022 |